# Amt Rosenberg
Der Ausdruck Amt Rosenberg (ARo) im engeren Sinne bezeichnet eine Dienststelle für Kulturpolitik und Überwachungspolitik des NS-Chefideologen Alfred Rosenberg, die im Jahre 1934 im Zusammenhang mit seiner Ernennung zum Beauftragten des Führers für die Überwachung der gesamten geistigen und weltanschaulichen Schulung und Erziehung der NSDAP (DBFU, für Der Beauftragte des Fuehrers) unter der Bezeichnung „Dienststelle Rosenberg“ (DRbg) in der Margaretenstraße 17 in Berlin-Tiergarten (gegenüber der Matthäuskirche im Diplomatenviertel; heute Scharounstraße) eingerichtet wurde. Aufgrund des langen Namens von Rosenbergs DBFU-Dienststelle (Amt des „Beauftragten des Führers für die Überwachung der gesamten geistigen und weltanschaulichen Erziehung der NSDAP“) wurde ab 1934 ebenso die Kurzbezeichnung „Reichsüberwachungsamt“ verwendet. In der Literatur finden sich ferner die Begriffe „Überwachungsamt Rosenberg“ und schlicht „Überwachungsamt“.
Seit der Nachkriegszeit wird der Begriff Amt Rosenberg auch als eine Sammelbezeichnung für verschiedene Dienststellen von Rosenberg verwendet, die er zwischen 1928 und 1945 in der Weimarer Republik und in der Zeit des Nationalsozialismus unterhielt. Dazu werden neben dem „Außenpolitischen Amt der NSDAP“ (APA) der Kampfbund für deutsche Kultur (KfdK) und die später aus dem KfdK hervorgegangene NS-Kulturgemeinde (einschließlich KdF-Theater sowie der Reichsverband Deutsche Bühne) gezählt; ferner die dem APA angegliederte Nordische Gesellschaft sowie die Hohe Schule und der Einsatzstab Reichsleiter Rosenberg (ERR). Nicht zum „Amt Rosenberg“ zählte der Historiker Reinhard Bollmus das Reichsministerium für die besetzten Ostgebiete (RMfdbO), weil es sich hier um eine „staatliche Organisation“ gehandelt habe. In diesem Artikel geht es ausschließlich um Rosenbergs Dienststelle als DBFU.

## Entstehungsgeschichte

### KfdK und Amt Rosenberg
Zwar wurde der Begriff Amt Rosenberg auch während der Zeit des Nationalsozialismus im Zusammenhang mit dem Außenpolitischen Amt der NSDAP (1933–1943) benutzt, zurückzuführen ist er allerdings seit der Nachkriegszeit in seiner Verwendung als Sammelbezeichnung für diverse Dienststellen von Rosenberg auf eine vom Historiker Reinhard Bollmus im Jahre 1970 veröffentlichte Schrift, die den gleichlautenden Haupttitel Amt Rosenberg trägt. Bollmus stellte in diesem Buch insbesondere einen strukturellen Zusammenhang zum „Kampfbund für deutsche Kultur“ (KfdK) heraus, indem er betonte, dass „Entstehung, Aufbau und Funktion dieses Amtes“ teilweise „schon aus der Geschichte des Kampfbundes und seiner Verhältnisse zur Partei, wie es sich bereits vor der Machtergreifung entwickelte“, zu erklären sei. George Leaman merkte dementsprechend im Jahre 1994 an, dass das sogenannte „Amt Rosenberg“ (ARo) dieselbe Anschrift und Telefonnummer wie der „Kampfbund für deutsche Kultur“ hatte und beispielsweise Gotthard Urban führende Positionen in beiden Organisationen erhielt. Der Sitz des KfdK lag ab 1929 in der Barer Straße 50 in München-Schwabing. Ab dem 27. April 1934 befand sich die Dienststelle Rosenberg (DRbg) in der Berliner Margaretenstraße 17; zwischen 1941 und 1943 im ehemaligen, umgebauten „Hotel am Knie“ (späterer Ernst-Reuter-Platz) auf der Bismarckstraße 1 in Berlin-Charlottenburg, das am 22. November 1943 durch einen Luftangriff zerstört wurde. Danach zog die DRbg bzw. das Amt Rosenberg wieder zurück zur Margaretenstraße.

### Begriffliche Unbestimmtheit
Neben der allgemeinen Bezeichnung des Begriffs „Amt Rosenberg“ für verschiedene Dienststellen Rosenbergs im Sinne einer analytischen Kategorie und Sammelbezeichnung verwendete Bollmus 1970 in seinem Buch Das Amt Rosenberg ebenso einen engeren Begriff, indem er schrieb: „Am 24. Januar 1934 beauftragte Hitler Rosenberg mit der Überwachung der gesamten geistigen und weltanschaulichen Schulung und Erziehung der NSDAP, was Anlass zur Gründung der Dienststelle war, deren Entwicklung wir untersuchen wollen. Er behielt die Leitung dieses Amtes auch bei, als er am 17. Juli 1941 zum Reichsminister für die besetzten Ostgebiete ernannt wurde.“ Im Jahre 1970 datierte Bollmus die Gründung des Amts Rosenberg somit auf das Jahr 1934 und band den Begriff, im Unterschied zu einer zeitgenössischen Verwendung aus dem Jahre 1935, enger an Rosenbergs Amt des DBFU als an das APA. Hierbei handelt es sich um zwei verschiedene Ämter Rosenbergs. So unterschied der Historiker Ernst Piper die Dienststelle für den „Beauftragten des Führers für die Überwachung der gesamten geistigen und weltanschaulichen Schulung und Erziehung der NSDAP“ (DBFU) vom Außenpolitischen Amt der NSDAP. Eine partielle Überschneidung gab es allerdings hinsichtlich einer gemeinsamen Adresse: So kamen 1941 einige Abteilungen des APA, die nicht in das Reichsministerium für die besetzten Ostgebiete (RMfdbO) überführt wurden, als Mieter in der „Dienststelle Rosenberg“ in der Bismarckstraße 1 unter. Die Folge der unterschiedlichen begrifflichen Darstellungen in der Literatur ist, dass es bislang keine einheitliche und somit eindeutige Verwendung des Ausdrucks Amt Rosenberg im engeren Verständnis gibt. Der Ausdruck wurde sowohl auf Rosenbergs Amt des DBFU als auch auf das APA bezogen. So schrieb Rosenbergs Mitarbeiter Franz Theodor Hart im Jahre 1935 beispielsweise über das APA: „Bis zum 2. Halbjahr 1934 hat das Amt Alfred Rosenbergs über 10.000 ausländische Besucher empfangen. In einer Anzahl von Fällen ist dem A.P.A. auch eine starke Initiative zur Hebung des deutschen Außenhandels zu danken.“

### DBFU und Amt Rosenberg
In seinem 1970 veröffentlichten Buch legte sich Bollmus bereits im ersten Satz seiner Einleitung fest, indem er schrieb, dass die Dienststelle des DBFU im „allgemeinen Sprachgebrauch Amt Rosenberg genannt“ werde. Die Ernennung von Rosenberg zum DBFU durch Adolf Hitler erfolgte am 24. Januar 1934 aufgrund eines diesbezüglichen Vorschlags von Reichsorganisationsleiter Robert Ley; die offizielle Bekanntgabe fand am 1. Februar 1934 statt. Der Auftrag von Rosenberg als DBFU bezog sich insbesondere auf die NSDAP, alle „gleichgeschalteten Verbände“ sowie auf die politische Organisation Kraft durch Freude (KdF). Nach der Ernennung gab Gotthard Urban seinen Posten an einer Bank auf, zog in der Folgezeit von München nach Berlin und baute Rosenbergs Amt Rosenberg unter dem Vorzeichen der „Erziehungsführung“ mit auf. Die offizielle Gründung des Amts Rosenberg im engeren Verständnis von Bollmus erfolgte am 6. Juni 1934. Der Historiker Jan-Pieter Barbian vermied in einem von ihm 1995 veröffentlichten Buch die Bezeichnung Amt Rosenberg und sprach mit Bezug auf die Gründung von Rosenbergs Dienststelle an diesem Datum konkret vom Amt des DBFU. Noch am selben Tag, am 6. Juni 1934, wurde der KfdK mit der „Deutschen Bühne“ zusammengelegt und erhielt den neuen Namen „Nationalsozialistische Kulturgemeinde“ (NSKG), kurz „NS-Kulturgemeinde“ (NS-KG). Die NSKG sollte von nun an die Führung des kulturellen Lebens innerhalb der NS-Gemeinschaft „Kraft durch Freude“ sowie durch Programmgestaltung für das von ihr getragene und gepflegte Kunst- und Kulturleben auch im Rahmen der ganzen Partei übernehmen. Ferner bestand ihre Aufgabe, wie Rosenberg in seinem Tagebuch festhielt, in der Schaffung und geistigen Durchbildung einer Jugendorganisation, „in deren Eigenleben sich neue Formen des kulturellen Lebens entwickeln sollten, die die große Gesamtorganisation weiterbildend aufzunehmen bestimmt war“.

## Amt Rosenberg als Amt des DBFU

### Abteilungen und Personen
Rosenberg setzte als seinen stellvertretenden Leiter der NSKG den Theaterwissenschaftler und Dramaturgen Walter Stang ein, der neben Gotthard Urban zum wichtigsten Mitarbeiter Rosenbergs im Amt des DBFU wurde. Urban war als Stabsleiter im Amt Rosenberg für die Koordination der Ämter zuständig, diese Funktion übernahm Mitte September 1941 nach Urbans Tod Helmut Stellrecht. Rosenbergs Überwachungsamt wurde recht zügig zu einem Musterbeispiel des Bürokratismus, wie er sich in der NS-Zeit besonders ungehemmt entfaltete. In der Anfangszeit bestand das Amt Rosenberg aus folgenden vier Abteilungen:
- Amt Schulung unter der Leitung von Otto Gohdes, ab 1934 Max Frauendorfer, ab 1936 Friedrich Schmidt und ab 1942 Heinrich Bruhn.[21] Der Aufgabenbereich dieser Abteilung lag in der Reichslehrgemeinschaft sowie der Reichsarbeitsgemeinschaft für die Schulung der gesamten Bewegung. Im Jahre 1938 wurde das Amt Schulung in Amt Lehrplanung umbenannt, 1942 in Hauptamt Schulung und Erziehung.
- Amt Kunstpflege, das unter der Leitung von Walter Stang stand.
  1. In den ersten Jahren nach 1933 waren Personenüberprüfungen bedeutsam, die vom Kulturpolitischen Archiv (später: Amt „Kulturpolitisches Archiv“) durchgeführt wurden. Das Archiv stand unter der Kontrolle des Amt Kunstpflege und wurde ab Januar 1935 zunächst von Herbert Gerigk geleitet, dem Anfang Januar 1939 in dieser Funktion Hermann Killer nachfolgte.[22]
  2. Leiter der Hauptstelle „Bildende Kunst“ (später: Amt „Bildende Kunst“) im Amt Kunstpflege war der Kunstjournalist Robert Scholz, der auch Schriftleiter der von Rosenberg herausgegebenen Zeitschrift Die Kunst im Deutschen Reich war. Scholz war direkt am Kunstraub des ERR beteiligt, denn er war in fachlicher Hinsicht der Leiter der Kunsthistoriker des „Sonderstabes Bildende Kunst“ des Einsatzstabes Reichsleiter Rosenberg in den besetzten Ländern.[23]
  3. Leiter der Hauptstelle „Musik“ (später: Amt „Musik“) im Amt Kunstpflege war zunächst Friedrich W. Herzog und ab Januar 1935 der Musikwissenschaftler Herbert Gerigk, der in Personalunion auch zeitweise dem Kulturpolitischen Archiv im Amt Rosenberg vorstand. Gerigk war auch Schriftleiter der von Rosenberg herausgegebenen Zeitschrift Die Musik und Mitherausgeber des Lexikons der Juden in der Musik.[24]
  4. Weitere Abteilungen des Amtes Kunstpflege waren „Dramaturgisches Büro“ sowie „Theater“.[25]
- Amt Schrifttumspflege, das von Hans Hagemeyer geleitet wurde. In der Anfangszeit war das Amt mit der Reichsstelle zur Förderung des deutschen Schrifttums völlig identisch.[26]
- Abteilung für Vor- und Frühgeschichte unter Hans Reinerth, aus der 1937 eine Hauptstelle wurde. 1940 wurde diese Abteilung als ein eigenes Amt eingerichtet.

Bis Ende 1934 wurde das Amt Rosenberg um folgende Abteilungen erweitert:
- Archiv für kirchenpolitische Fragen unter der Leitung von Matthes Ziegler (ab 1937 Amt Weltanschauliche Information; ab 1942 Hauptamt Überstaatliche Mächte)
- Abteilung Wissenschaft unter Alfred Baeumler, die 1936 zum Amt Wissenschaft und 1941 zum Hauptamt Wissenschaft aufgewertet wurde. Die Leitung übernahm ab 1941 Heinrich Härtle und ab 1942 Walter Groß (hier wurde 1943 die Abteilung Vor- und Frühgeschichte eingegliedert). Die Abteilung, die jahrelang nur als Einmannbetrieb arbeitete, versuchte zum einen, ideologischen Einfluss auf die bestehenden wissenschaftlichen Einrichtungen zu erhalten, zum anderen eigene Forschungseinrichtungen aufzubauen, in denen eine strikt weltanschaulich ausgerichtete Wissenschaft betrieben wurde.[28]

Und ab 1938 folgten noch diese Abteilungen:
- Amt Juden- und Freimaurerfragen unter August Schirmer (1942 in das Hauptamt Überstaatliche Mächte eingegliedert), laut Patricia Kennedy Grimstedt hatte dieses Amt zeitweilig auch Gerd Wunder inne.[29]
- Aufbauamt Hohe Schule unter Alfred Baeumler (offiziell ab 1942; Tätigkeit bereits seit 1938)

In dem Buch Verfassung und Verwaltung im Großdeutschen Reich aus dem Jahre 1939 sind folgende Angaben unter dem Stichwort „Der Beauftragte des Führers für die Überwachung der gesamten weltanschaulichen und geistigen Schulung und Erziehung der NSDAP und der ihr angeschlossenen Verbände“ zu finden: „In dieser Eigenschaft hat er die Reinheit der nationalsozialistischen Idee zu hüten. Sein Amt ist gegliedert in Verwaltungsamt, Amt Schulung, Amt für Kunstpflege, Hauptstelle Wissenschaft (Philosophie und Pädagogik, Geschichte, arische Weltanschauung), Amt Schrifttumspflege, Abteilung für weltanschauliche Information, Amt Vorgeschichte, Hauptstelle Nordische Fragen, Hauptstelle Presse.“ Zudem habe er die „Reichsstelle für Förderung des deutschen Schrifttums“ und den „Reichsbund für deutsche Vorgeschichte“ zu betreuen. Auch unterstehe ihm die „neugegründete Arbeitsgemeinschaft für deutsche Volkskunde, die zufolge einer Vereinbarung zwischen den Reichsleitern Darré, Hierl, Himmler, Rosenberg und von Schirach im Januar 1937 ins Leben gerufen wurde, um angesichts der ständig wachsenden Bedeutung volkskundlicher Fragen für die Schulung und Erziehungsarbeit der Partei eine ständige Zusammenarbeit herbeizuführen.“

## Auflösung und juristische Aufarbeitung
Im Kontrollratsgesetz Nr. 2 zur „Auflösung und Liquidierung der Naziorganisationen“ vom 10. Oktober 1945 durch den Alliierten Kontrollrat wurde das Amt Rosenberg als nationalsozialistische Organisation verboten und sein Vermögen beschlagnahmt.
Alfred Rosenberg wurde im Nürnberger Prozess gegen die Hauptkriegsverbrecher wegen der Plünderung zahlreicher Museen und Bibliotheken und des Raubes von Kunstschätzen und Sammlungen, die er durch das Amt Rosenberg organisiert hatte, am 1. Oktober 1946 für schuldig befunden. Aufgrund zahlreicher weiterer schwerwiegender Verbrechen wurde er zum Tode verurteilt.